# Francesco Guidobono Cavalchini
Francesco Guidobono Cavalchini (ur. 4 grudnia 1755 w Tortonie, zm. 5 grudnia 1828 w Rzymie) – włoski kardynał.

## Życiorys
Urodził się 4 grudnia 1755 roku w Tortonie, jako syn Pietra Alberta Guidobono Cavalchiniego i Antonii Marii dalla Valle Agnelli Maffei. Studiował na Collegio Clementino, a potem dyplomację na Papieskiej Akademii Kościelnej. Po studiach wstąpił na służbę do Kurii Rzymskiej i został prałatem Jego Świątobliwości, relatorem Świętej Konsulty i klerykiem Kamery Apostolskiej. W latach 1800–1817 był gubernatorem Rzymu i wicekamerlingiem. W czasie francuskiej okupacji Rzymu w 1808 roku, został uwięziony w Zamku Świętego Anioła, a następnie internowany do Fenestrelle i na południe Francji. 24 sierpnia 1807 roku został kreowany kardynałem in pectore. Jego nominacja na kardynała diakona została ogłoszona na konsystorzu 6 kwietnia 1818 roku, a następnie nadano mu diakonię Santa Maria in Aquiro. Otrzymał roczną dyspensę na przyjęcie święceń. W 1824 roku został prefektem Kongregacji Dobrego Rządu. Zmarł 5 grudnia 1828 roku w Rzymie.